# Сладкое (Михайловский район)
Сладкое (укр. Солодке) — село,
Марьяновский сельский совет,
Михайловский район,
Запорожская область,
Украина.
Код КОАТУУ — 2323384407. Население по переписи 2001 года составляло 139 человек.

## Географическое положение
Село Сладкое находится на расстоянии в 2,5 км от села Подгорное.

## История
- 1921 год — дата основания.